# BN Agentur
BN Agentur er Danmarks største distributør af pornografiske film. Selskabet er stiftet af Barny Nygaard og er placeret i Kerteminde og udgiver ifølge oplysninger 150-200 film om året.
Selskabet er portrætteret i tv-udsendelsen "Barny, bossen og bagmanden", der blev vist på DR i 1999.